# Sonata księżycowa (film)
Sonata księżycowa (ang. Moonlight Sonata) – brytyjski film dramatyczny z 1937 roku. W filmie występuje polski kompozytor Ignacy Jan Paderewski, który gra samego siebie. Paderewski wykonuje w filmie utwory Beethovena, Chopina, Griega, Liszta oraz słynny Menuet G-dur własnego autorstwa. Tło akcji stanowią londyńskie pałace i malownicze szwedzkie plenery.

## Treść[1]
Szwecja, lata 30. XX wieku. Eric Molander (Charles Farrell) pracuje w majątku baronowej Lindenborg (Marie Tempest) jako zarządca. Skrycie kocha się we wnuczce baronowej – Ingrid Hansen (Barbara Greene), ale bez wzajemności. Pewnego dnia na terenie posiadłości awaryjnie ląduje samolot ze sławnym pianistą Ignacym Janem Paderewskim (w swojej roli) oraz z człowiekiem o imieniu Mario de la Costa (Eric Portman). Ingrid szybko daje się uwieść szarmanckiemu i przystojnemu de la Coście. Nie wie, że jest on podstępnym łowcą posagów, który w dodatku posiada już żonę. Zamiary gościa odkrywa Eric...

## Główne role
- Charles Farrell jako Eric Molander
- Marie Tempest jako baronowa Lindenborg
- Barbara Greene jako Ingrid Hansen
- Eric Portman jako Mario de la Costa
- W. Graham Brown jako doktor Kurt Broman
- Queenie Leonard jako Margit
- Laurence Hanray jako pan Bishop
- Ignacy Jan Paderewski jako on sam
- Binkie Stuart jako dziecko Erica i Ingrid